# Eclissi solare del 30 aprile 1957
L'eclissi solare del 30 aprile 1957 è un evento astronomico che ha avuto luogo il suddetto giorno attorno alle ore 0.05 UTC. 
L'eclissi, di tipo anulare, è stata visibile in alcune parti dell'Asia, del Nord America e della Russia. Questa eclissi solare anulare non è stata centrale. Più della metà dell'ombra antumbrale è caduta nello spazio durante l'eclissi. Gamma aveva un valore di 0,9992. L'anularità era visibile dall'Unione Sovietica settentrionale (l'odierna Russia ) e dall'Isola degli Orsi, l'isola più meridionale delle Svalbard, in Norvegia.

## Eclissi correlate

### Eclissi solari 1957 - 1960
Questa eclissi è un membro di una serie semestrale. Un'eclissi in una serie semestrale di eclissi solari si ripete approssimativamente ogni 177 giorni e 4 ore (un semestre) in nodi alternati dell'orbita della Luna.

### Ciclo di Saros 118
L'evento fa parte del ciclo di Saros 118, che si ripete ogni 18 anni, 11 giorni, contenente 72 eventi. La serie iniziò con un'eclissi solare parziale il 24 maggio 803 d.C. Contiene eclissi totali dal 19 agosto 947 al 25 ottobre 1650, eclissi ibride il 4 novembre 1668 e 15 novembre 1686 ed eclissi anulari dal 27 novembre 1704 al 30 aprile 1957. La serie termina al membro 72 come un'eclissi parziale il 15 luglio 2083. La durata più lunga di una eclissi totale nel ciclo è stata di 6 minuti e 59 secondi il 16 maggio 1398.